# Liste der Botschafter der Vereinigten Staaten in Vietnam
Liste der Botschafter der Vereinigten Staaten in Vietnam.

## Geschichte

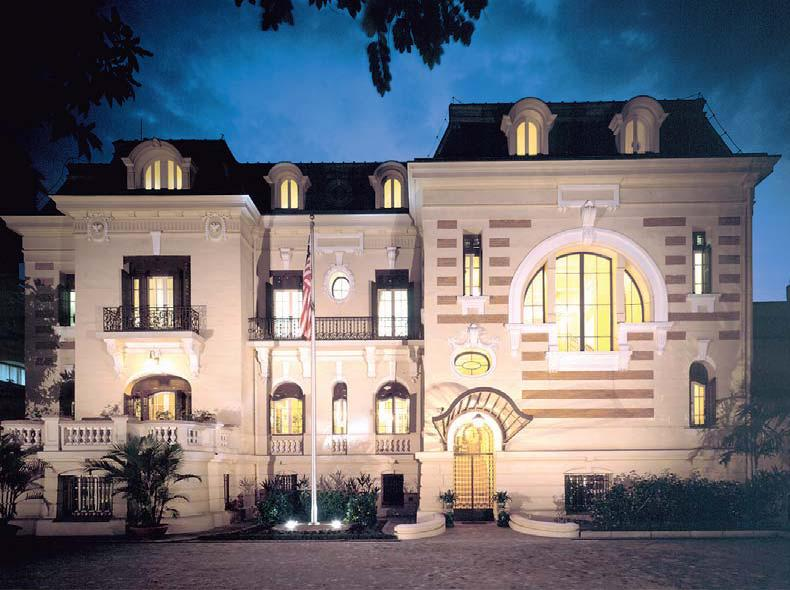
Residenz des Botschafters in Hanoi.

Nach dem Ende der französischen Kolonie Indochina, dem Ersten Indochinakrieg (1946–1954) und der Genfer Indochinakonferenz von 1954, wurde das Land in Nord- und Südvietnam geteilt. Die Vereinigten Staaten erkannten das kommunistische Nordvietnam völkerrechtlich nicht an und hielten somit nur mit dem westlich-orientierten Südvietnam diplomatische Beziehungen aufrecht (bestehend seit 1950). Nach der amerikanischen Niederlage im Zweiten Indochinakrieg (ca. 1955–1975) und der Wiedervereinigung von Nord- und Südvietnam zur Sozialistischen Republik Vietnam im Jahr 1976 folgte eine Periode von etwa 20 Jahren, in denen die USA keine diplomatischen Beziehungen zu Vietnam unterhielten.
Am 28. Januar 1995 eröffneten die Vereinigten Staaten in Hanoi ein Verbindungsbüro, und am 11. Juli 1995 wurden diplomatische Beziehungen aufgenommen, mit L. Desaix Anderson als Chargé d'affaires (Geschäftsträger) und erstem Missionschef.

## Missionschefs

### Botschafter der Vereinigten Staaten in Südvietnam
1950: Aufnahme diplomatischer Beziehungen
1975: Abbruch diplomatischer Beziehungen

### Botschafter der Vereinigten Staaten in Vietnam
1995: Aufnahme diplomatischer Beziehungen
| Ernennung/ Akkreditierung | Abberufung | Name                               | Anmerkungen              | ernannt von    | akkreditiert bei  |
| ------------------------- | ---------- | ---------------------------------- | ------------------------ | -------------- | ----------------- |
| 1995                      | 1997       | L. Desaix Anderson                 | Chargé d'Affaires        | Bill Clinton   | Lê Đức Anh        |
| 1997                      | 2001       | Pete Peterson                      | erster Botschafter       | Bill Clinton   | Lê Đức Anh        |
| 2001                      | 2004       | Raymond Burghardt                  |                          | George W. Bush | Trần Đức Lương    |
| 2004                      | 2007       | Michael W. Marine                  |                          | George W. Bush | Trần Đức Lương    |
| 2007                      | 2011       | Michael W. Michalak                |                          | George W. Bush | Nguyễn Minh Triết |
| 2011, 14. Feb.            | 2011, Jul. | Virginia E. Palmer                 | Chargé d'Affaires        | Barack Obama   | Nguyễn Minh Triết |
| 2011                      | 2014       | David B. Shear                     |                          | Barack Obama   | Trương Tấn Sang   |
| 2014                      | 2017       | Ted Osius                          |                          | Barack Obama   | Trương Tấn Sang   |
| 2017                      | 2021       | Daniel Krietenbrink                |                          | Donald Trump   | Trương Tấn Sang   |
| 2021                      | 2021       | Christopher Klein, Marie C. Damour | beide Chargés d'Affaires | Joe Biden      | Nguyễn Xuân Phúc  |
| 2021                      |            | Marc Knapper                       |                          | Joe Biden      | Nguyễn Xuân Phúc  |

Stand: März 2021